# 高分子化学
高分子化学，（英語：Polymer chemistry）又稱“聚合物化學”，是研究高分子的结构、合成和反应的科學，是化学的分科。
通常高分子根据生成它单体的名称，如乙烯聚合生成的高分子称为聚乙烯，丙烯聚合生成的高分子称为聚丙烯。聚合反应过程可分为均相、多相聚合，多相聚合分为乳液、分散、沉淀聚合。

## 历史
人类很早就一直使用天然高分子。比如丝绸、木材、天然橡胶等都是天然高分子材料。19世纪晚期，一些发明家製出了一些人造高分子，比如酚醛树脂，聚甲醛等，发现高分子是一种很重要的材料。
20世纪初赫尔曼·施陶丁格提出了现代的高分子观念，即高分子是由很多重复单元通过化学键连接成的高分子量化合物，指明了高分子的内部结构。在当时很少有人接受，后来随着实验技术的进展，这一结构得到了公认。反过来，对结构的认识也推进了高分子合成、化学反应的研究。在高分子合成方面，1940年代，華萊士·卡羅瑟斯合成了尼龙，并将聚合反应机理分为链式聚合、逐步聚合两类。1950年代卡尔·齐格勒、居里奥·纳塔发明齐格勒-纳塔催化剂开始对催化聚合进行研究。1960年代卡罗泽斯的助手保罗·弗洛里对逐步聚合反应动力学进行研究，并因发展了研究长链分子的方法获1974年诺贝尔奖。

## 结构
高分子（macromolecule）也常称聚合物（polymer），指由许多单元组成的大分子，这些单元可以是具有相似或完全相同的结构，或是由完全不同但能互相生成共價鍵的有機化合物相互之间连接形成长链结构。高分子由小分子经聚合反应生成，聚合生成高分子的小分子被称为单体（monomer）。从链的形状，分三类：
- 直链高分子：结构最简单，由许多单体分子一个接一个连接而成的长链分子；
- 支化高分子：长链带有与其相比较短的分枝；
- 交联高分子：高分子链之间由支链连接起来，形成网状。

## 合成
高分子合成的主要任务是研究单体生成高分子的聚合反应过程。聚合反应可分为两类：
- 链式聚合：单体经引发后形成具有反应活性中心的链，而后该活性中心攻击其它单体将其结合，链经反应不断增长，至一定长度后被终止。
- 逐步聚合：单体转变成聚合物的反应是逐步进行的。主要包括两大类：第一类是逐步缩合聚合反应；第二类是逐步加成聚合。

## 反应
高分子虽然分子量很高，但它们具有的官能团，反应性能受两种因素影响：
- 高分子是长链结构，这个长链是曲折的蜷曲形。有规则的蜷曲（折叠）成晶态；无规则的蜷曲成非晶态。
- 高分子的分子之间堆砌在一起。有规则堆砌成规整的晶态；无规则的堆砌成非晶态。规整结构中分子紧密，试剂不易侵入，官能团不易起反应；不规整结构中分子疏松，试剂易侵入，官能团易起反应。

## 溶液
多数线型高分子，可在相应溶剂中溶解。高分子溶液是真溶液，不是以前认为的胶体溶液。高分子是长链结构，在流动时相互阻滞，是粘稠的。一般分子链愈长，粘度愈大。当光束通过溶液时，由于高分子比较大，可发生散射。高分子远比溶剂分子重。在超高速离心下，高分子移动比溶剂分子快，扩散比溶剂分子慢。利用这些性能，可测定其分子量。研究高分子溶液，还可推测高分子的形态、结构等。